# Tanja Kragujević

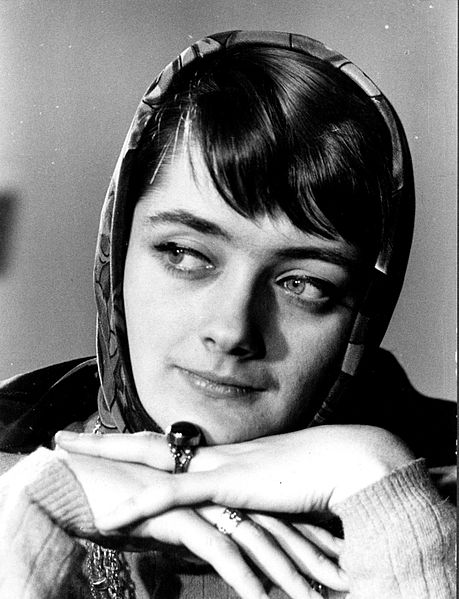
Tanja Kragujević

Tanja Kragujević (serbisch-kyrillisch Тања Крагујевић, geboren am 26. Oktober 1946 in Senta) ist eine serbische Dichterin.

## Leben
Kragujević wurde 1946 in Senta in der Vojvodina geboren. Ihre Magisterarbeit schrieb sie 1973 an der Belgrader Universität über Momčilo Nastasijević, einen bedeutenden serbischen Dichter. Die Trägerin mehrerer nationaler und internationaler Literaturpreise, unter anderem des Isidora-Sekulić-Preises, lebt zurzeit in Zemun.

## Werke
- Vratio se Volođa, Matica srpska, Novi Sad, 1966.
- Nesan, Bagdala, Kruševac, 1973.
- Stud, Prosveta, Belgrad, 1978.
- Samica, Nolit, Belgrad, 1986.
- Osmejak omčice, KOV, Vršac, 1993.
- Divlji bulevar, Rad, Belgrad, 1993.
- Muška srma, Srpska književna zadruga, Belgrad, 1993.
- Duša trna, Prosveta, Niš, 1995.
- Osmejak pod stražom, KOV, Vršac, 1995.
- Autoportret, sa krilom, Prosveta, Belgrad, 1996.
- Slovočuvar i slovočuvarka, Prosveta, Belgrad, 1998.
- Pejzaži nevidljivog, KOV, Vršac, 2001.
- Godine, pesme, Povelja, Kraljevo, 2002.
- Pismo na koži, Rad, Belgrad, 2002.
- Njutnov dremež, Književno društvo Sveti Sava, Belgrad, 2004.
- Žena od pesme, KOV, Vršac, 2006.
- Plavi sneg, KOV, Vršac, 2008.
- Staklena trava, Zrenjanin, 2009.
- Ruža, odista, Zavod za kulturu Vojvodine. 2010.
- Motel za zbogom, Kraljevo, 2010.
- Hleb od ruža, KOV, Vršac, 2012.
- Od svetlosti, od prašine, Književna akademija Istok, Knjaževac, 2014.
- Extravaganza, Čigoja i autor. Belgrad, 2019.